# Ráton
Ráton (románul Ratin) település Romániában, Szilágy megyében.

## Fekvése
Szilágy megyében, Szilágysomlyótól délre, Kraszna és Krasznahosszúaszó között fekvő település.

## Története
Ráton Árpád-kori település, nevét az oklevelek 1270-ben már említették Rathun néven.
Az 1400-as évek elején a település birtokosai a Ráthoni család tagjai voltak.
1449-ben a rátoniak tiltakoztak az ellen, hogy birtokuk egynegyedébe, valamint Bíró Imre harmadába beiktassák a Rátoni család többi tagját: Rátoni Nagy Lőrincet, Rátoni Jakabot, Pétert és Rátoni Nagy Demjént és Istvánt.
1584-ben a Losonczi Bánffy Boldizsár birtoka volt, akinek Ráton határjárásól szóló oklevelét a váradi káptalan Báthory Zsigmond erdélyi vajda megbízásából átírta.
1721-ben Nagy Borbála elzálogosította rátoni örökségét Máté Bálintnak.
1808-ban végzett összeíráskor a településen birtokosok voltak:a Nagy, Goris, Gyulai, Aracsi, Kovács, Deák, Jakab, Ferenczi, Ladányi, Szabó, Kibédi, Berei, Szigeti, Zaj, Farkas, Erdélyi, Jákó, Surányi, Filep és még 25 más család.
1847-ben végzett összeíráskor 395 lakosa volt, ebből római katolikus 11, görögkatolikus 12, református 368, izraelita 4 volt.
1890-ben csak 366 lakosa volt, melyből 355 magyar, 1 német, 10 oláh, ebből 12 római katolikus, 88 görögkatolikus, 249 református, 17 izraelita. A házak száma ekkor 90 volt.
Ráton a trianoni békeszerződés előtt Szilágy vármegye Krasznai járásához tartozott.

## Nevezetességek
- Református templom.